# 摩訶耶寺
摩訶耶寺（まかやじ）は、静岡県浜松市浜名区にある高野山真言宗の寺院。

## 歴史
726年（神亀3年）、行基によって開山された。当初は「新達寺」という名称であった。その後「真萱（まかや）寺」と呼ばれるようになり、この「まかや」に「摩訶耶」の字が充てられ、「摩訶耶寺」と呼ばれるようになった。
当寺の本尊は正観世音菩薩像で秘仏である。他にも千手観音像や不動明王像があり、国の重要文化財に指定されている。

## 庭園
当寺には日本庭園がある。「池泉鑑賞式」の庭園で、平安時代末期から鎌倉時代初期に作庭されたものである。東名高速道路建設の際、ある技師が当寺境内に埋もれていた庭園を発見し、翌年の1968年（昭和43年）に学術調査が行われ、その全容が判明した。

## 文化財
- 木造千手観音立像（重要文化財 大正4年3月26日指定）[3]
- 木造不動明王立像（重要文化財 大正12年3月28日指定）[4]
- 木造阿弥陀如来坐像（静岡県指定有形文化財 昭和49年4月18日指定）[5]
- 木造金剛力士立像（静岡県指定有形文化財 昭和49年4月18日指定）[6]
- 摩訶耶寺庭園（静岡県指定名勝 昭和52年3月18日指定）[7]

## 交通アクセス
- 三ヶ日駅より徒歩26分。